# Belgische Badmintonmeisterschaft 1957
Die Belgische Badmintonmeisterschaft 1957 fand in Löwen statt. Es war die neunte Auflage der nationalen Badmintonmeisterschaften von Belgien.	

## Titelträger
| Disziplin    | Sieger                         |
| ------------ | ------------------------------ |
| Herreneinzel | Guy van Branteghem             |
| Dameneinzel  | J. Boulet                      |
| Herrendoppel | Guy van Branteghem Jean Boulet |
| Damendoppel  | J. Boulet Françoise Malevez    |
| Mixed        | Guy van Branteghem J. Boulet   |